# Лупоаја (Бихор)
Лупоаја (рум. Lupoaia) насеље је у Румунији у округу Бихор у општини Холод. Oпштина се налази на надморској висини од 144 m.

## Становништво
Према подацима из 2002. године у насељу је живело 600 становника.

### Попис2002.
| Расподела становништва по националности 2002.‍ | Расподела становништва по националности 2002.‍ | Расподела становништва по националности 2002.‍ | Расподела становништва по националности 2002.‍ | Расподела становништва по националности 2002.‍ |
| --------------------------------------------- | --------------------------------------------- | --------------------------------------------- | --------------------------------------------- | --------------------------------------------- |
|                                               |                                               |                                               |                                               |                                               |
| Румуни                                        | Румуни                                        |                                               | 283                                           | 47,2%                                         |
| Роми                                          | Роми                                          |                                               | 316                                           | 52,8%                                         |